# مهندسی بیوسیستم
مهندسی مکانیک بیوسیستم، شامل مجموعه‌ای از علوم و فنون مربوط به طراحی ماشین‌های سنگین و کشاورزی، سامانه‌های انرژی‌های تجدید پذیر و تولید مکانیزه مواد غذایی است. این رشته بین رشته‌ای جدید در خارج از کشور با عنوان مهندسی بیوسیستم شناخته می‌شود و هدف از آن تربیت متخصصینی است که ضمن تسلط به دروس پایه مهندسی مکانیک با کسب دانش در زمینه سیستم‌های بیولوژی و کشاورزی بتوانند به طراحی و تحلیل این سیستمها اقدام نمایند. دانشجویان مهندسی مکانیک بیوسیستم درس‌هایی از قبیل استاتیک، دینامیک، مقاومت مصالح، طراحی اجزا، ارتعاشات، ترمودینامیک، مکانیک سیالات، مبانی برق، موتورهای احتراقی و … را از رشته مهندسی مکانیک و دروسی نظیر انتقال قدرت، موتور، ماشین‌های کاشت، داشت و برداشت، ماشین‌های خاکورزی، ماشینهای فراوری صنایع غذایی، انرژی‌های تجدید پذیر، ابزار دقیق و… را از رشته مهندسی بیوسیستم می‌خوانند.
فارغ التحصیلان این رشته می‌توانند در زمینه طراحی، تحلیل و عیب‌یابی ماشین‌های کشاورزی و صنایع غذایی و ماشین آلات سنگین راه‌سازی و ماشین آلات کارخانجات صنایع غذایی فعالیت داشته باشند.

## گرایش‌های مربوطه
گرایش‌های این رشته عبارتند از:
- طراحی و ساخت: این گرایش همان رشته ماشین‌های کشاورزی بوده و به کار طراحی، ساخت و بهینه‌سازی ماشین‌های کشاورزی می‌پردازد.
- انرژیهای تجدید پذیر: این گرایش به مباحث مربوط به طراحی و استفاده از سامانه‌های انرژی‌های تجدیدپذیر به جای انرژیهای سنتی می‌پردازد.
- فناوری پس از برداشت: در این گرایش راه‌های مخرب و غیر مخرب، تعیین کیفیت محصولات کشاورزی، ساخت و بهینه‌سازی دستگاه‌های فراوری و بسته‌بندی محصولات کشاورزی آموزش داده می‌شود.

## دروس مربوطه
دانشجویان رشته مهندسی مکانیک بیوسیستم دروس مختلفی در زمینه‌های مختلف به شرح زیر فرا می‌گیرند:
- دروس پایه مانند ریاضی، معادلات دیفرانسیل، شیمی و فیزیک
- دروس رشته مهندسی مکانیک مانند استاتیک، مقاومت مصالح، نقشه‌کشی، طراحی اجزا ماشین، ارتعاشات، علم مواد، ترمودینامیک، موتورهای درونسوز، سیالات و انتقال حرارت
- دروس گروه مهندسی بیوسیستم مانند ماشین‌های خاکورزی، ماشین‌های کاشت، ماشین‌های برداشت، انتقال قدرت، زراعت و باغبانی
- دروس رشته برق مانند مبانی مهندسی برق و سیستم‌های انتقال توان الکترومکانیکی، ابزار اندازه‌گیری، کنترل و برنامه‌نویسی

## دانشگاه‌های مربوطه
- دانشگاه تهران، پردیس کشاورزی و منابع طبیعی، دانشکده مهندسی و فناوری کشاورزی
- دانشگاه تهران، پردیس ابوریحان
- دانشگاه تربیت مدرس
- دانشگاه گیلان
- دانشگاه شهید چمران اهواز
- دانشگاه کشاورزی و منابع طبیعی رامین
- دانشگاه علوم کشاورزی و منابع طبیعی  ساری
- دانشگاه علوم کشاورزی و منابع طبیعی گرگان
- دانشگاه کردستان
- دانشگاه شیراز
- دانشگاه شهید باهنر کرمان
- دانشگاه ارومیه
- دانشگاه تبریز
- دانشگاه فردوسی مشهد
- دانشگاه صنعتی اصفهان
- دانشگاه ایلام
- دانشگاه شهرکرد
- دانشگاه رازی کرمانشاه
- دانشگاه بوعلی همدان
- دانشگاه جیرفت
- دانشگاه اراک
- دانشگاه محقق اردبیلی
- دانشگاه لرستان